# Mai fidarsi di quel ragazzo
Mai fidarsi di quel ragazzo è un film televisivo del 2018, diretto da David DeCoteau.

## Trama
Riley conosce Chris, un estraneo bello e apparentemente dolce, e subito ne rimane affascinata. Il ragazzo sembra essere il suo ragazzo ideale, ma nel corso di una festa Riley scopre che Chris nasconde un lato oscuro e preferisce interrompere i contatti con lui. Rimasto ossessionato da lei e non accettando di essere respinto, Chris inizia a tormentare la ragazza trasformandole la vita in un incubo.